# Android 11
Android 11 (codinomeado Red Velvet Cake no desenvolvimento) é uma versão do sistema operacional móvel Android desenvolvida pela empresa Google, lançado em setembro de 2020.

## Mudanças

### v11.0 (API 30)
| Versão | Data de lançamento    | Características |
| ------ | --------------------- | --- |
| 11     | 8 de setembro de 2020 | - Bolhas do bate-papo; - Gravador de tela; - Histórico de notificação; - Novos controles de permissões; - Distinção API entre 5G NR autônomo e 5G não autônomo; - Permissão única; - Redefinição automática de permissões; - Android Auto sem fio em dispositivos com Wi-Fi de 5 GHz; - Aumento do número de componentes principais do sistema operacional atualizáveis no Google Play de 12 para 21; - As proteções de privacidade do perfil de trabalho empresarial agora se aplicam aos dispositivos da empresa; - Sensibilidade independente das bordas esquerda e direita para navegação por gestos. - Atualização: aumento das funções do projeto Mainline, para agilizar as atualizações demoradas do sistema Android; que permite atualizar partes separadas do sistema através de downloads divididos via aplicativo "Google Play", como por exemplo, as atualizações de segurança que são enviadas mensalmente; - Smarthome: adição do menu rápido com funções para controlar dispositivos inteligentes da casa; - Pagamentos: adição do menu rápido com funções do Google Pay; - Mídias: controles de reprodução de áudio e vídeo reformulados, funções na barra de notificações, com opção de alternar rapidamente entre o fone de ouvido e um alto-falante Bluetooth; Adição da gravação de tela nativa, que registrar o som do microfone e do sistema, também é possível realizar uma “captura de tela rolável”, onde o print registrará também as partes que estão ocultas da tela; - Telas: adição do suporte a telas com taxa de atualização variável; adição de interface adaptada para displays de formato diferente (com furo para câmara ou com bordas curvas). |

## Aparelhos suportados (2020)
Até o final de 2020, as atualizações foram distribuídas para os aparelhos: Pixel, Asus ZenFone, OnePlus, Oppo, Realme, Samsung, Xperia, Xiaomi ...
| Marcas                      | Modelos                             | Data de lançamento do Android 11 (Estável) |
| --------------------------- | ----------------------------------- | ------------------------------------------ |
| Google Pixel (Android puro) | Pixel 2                             | 8 de setembro de 2020 (4 anos)             |
| Google Pixel (Android puro) | Pixel 2 XL                          | 8 de setembro de 2020 (4 anos)             |
| Google Pixel (Android puro) | Pixel 3                             | 8 de setembro de 2020 (4 anos)             |
| Google Pixel (Android puro) | Pixel 3 XL                          | 8 de setembro de 2020 (4 anos)             |
| Google Pixel (Android puro) | Pixel 3a                            | 8 de setembro de 2020 (4 anos)             |
| Google Pixel (Android puro) | Pixel 3a XL                         | 8 de setembro de 2020 (4 anos)             |
| Google Pixel (Android puro) | Pixel 4                             | 8 de setembro de 2020 (4 anos)             |
| Google Pixel (Android puro) | Pixel 4 XL                          | 8 de setembro de 2020 (4 anos)             |
| Google Pixel (Android puro) | Pixel 4a                            | 8 de setembro de 2020 (4 anos)             |
| Asus (ZenUI)                | ZenFone 6                           | 29 de dezembro de 2020 (4 anos)            |
| Asus (ZenUI)                | Zenfone 7 Series                    | 14 de outubro de 2020 (4 anos)             |
| OnePlus (OxygenOS)          | OnePlus 8                           | 10 de outubro de 2020 (4 anos)             |
| OnePlus (OxygenOS)          | OnePlus 8 Pro                       | 10 de outubro de 2020 (4 anos)             |
| Oppo (ColorOS)              | Find X2                             | 7 de novembro de 2020 (4 anos)             |
| Oppo (ColorOS)              | Find X2 Pro                         | 7 de novembro de 2020 (4 anos)             |
| Oppo (ColorOS)              | Reno 4 5G                           | 17 de dezembro de 2020 (4 anos)            |
| Oppo (ColorOS)              | Reno 4 Pro 5G                       | 17 de dezembro de 2020 (4 anos)            |
| Oppo (ColorOS)              | F17 Pro                             | 12 de novembro de 2020 (4 anos)            |
| Realme (Realme UI)          | Realme X50 Pro                      | 4 de dezembro de 2020 (4 anos)             |
| Samsung (One UI)            | Galaxy S20                          | 3 de dezembro de 2020 (4 anos)             |
| Samsung (One UI)            | Galaxy S20+                         | 3 de dezembro de 2020 (4 anos)             |
| Samsung (One UI)            | Galaxy S20 Ultra                    | 3 de dezembro de 2020 (4 anos)             |
| Samsung (One UI)            | Galaxy S20 FE                       | 18 de dezembro de 2020 (4 anos)            |
| Samsung (One UI)            | Galaxy S10 Lite                     | 2 de dezembro de 2020 (4 anos)             |
| Samsung (One UI)            | Galaxy Note 10                      | 30 de dezembro de 2020 (4 anos)            |
| Samsung (One UI)            | Galaxy Note 10+                     | 30 de dezembro de 2020 (4 anos)            |
| Samsung (One UI)            | Galaxy Note 20                      | 14 de dezembro de 2020 (4 anos)            |
| Samsung (One UI)            | Galaxy Note 20 Ultra                | 14 de dezembro de 2020 (4 anos)            |
| Samsung (One UI)            | Galaxy Z Flip                       | 31 de dezembro de 2020 (4 anos)            |
| Sony (Xperia UI)            | Xperia 1 II                         | 14 de dezembro de 2020 (4 anos)            |
| Xiaomi (MIUI)               | Mi 10                               | 20 de novembro de 2020 (4 anos)            |
| Xiaomi (MIUI)               | Mi 10 Lite 5G                       | 4 de dezembro de 2020 (4 anos)             |
| Xiaomi (MIUI)               | Mi 10 Pro                           | 2 de dezembro de 2020 (4 anos)             |
| Xiaomi (MIUI)               | Mi 10 Youth Edition Mi 10 Lite Zoom | 23 de dezembro de 2020 (4 anos)            |
| Xiaomi (MIUI)               | Mi A3 (Android One)                 | 31 de dezembro de 2020 (4 anos)            |
| Xiaomi (MIUI)               | Redmi K30 5G                        | 23 de novembro de 2020 (4 anos)            |
| Xiaomi (MIUI)               | Redmi K30 Pro POCO F2 Pro           | 30 de novembro de 2020 (4 anos)            |

## Recepção
A versão 11 do sistema bateu o recorde de adoção após o lançamento, tornando-se a atualização do Google com a distribuição mais rápida de todos os tempos, inclusive nos primeiros cinquenta dias. Avanço alcançado devido as novas funções de atualização, como: Project Treble, Mainline e, GSI, que juntos facilitaram a implantação das atualizações por fabricantes.